# بنزو -۷،۸دیدهیدرودیول-۹،۱۰-اپوکساید
بنزو -۷٬۸دیدهیدرودیول-۹٬۱۰-اپوکساید (انگلیسی: (+)-Benzo(a)pyrene-7,8-dihydrodiol-9,10-epoxide)
نام یک ترکیب ارگانیک از دسته ترکیب‌های آلی با فرمول شیمیایی c20h14o3 می‌باشد .این گوته متابولیت در گازهای تنباکو و سیگار یافت می‌شود.